# Březejc
Březejc (deutsch Brzezeytz, älter auch Bresegitz) ist eine Gemeinde in Tschechien. Sie liegt sechs Kilometer östlich von Velké Meziříčí und gehört zum Okres Žďár nad Sázavou.

## Geographie
Březejc befindet sich in der zur Böhmisch-Mährischen Höhe gehörigen Křižanovská vrchovina (Krischanauer Bergland) in der Quellmulde des Baches Podhoří. Nördlich entspringt die Bítýška. Im Osten an der Straße nach Ronov liegen um das Forsthaus Chlostov die drei Teiche Velký Chlostov, Malý Chlostov und Chlostůvek. Südlich erheben sich die Hora (610 m) und Strážnice (610 m), nordwestlich der Ambrožný (640 m). Im Südwesten führt die Autobahn D1 vorbei.
Nachbarorte sind Sviny und Křižanov im Norden, Kadolec im Nordosten, Ronov und Tři Dvory im Osten, Ruda im Südosten, Jabloňov im Süden, Petráveč im Südwesten, Dolní Radslavice im Westen sowie Kúsky im Nordwesten.

## Geschichte
Die erste Erwähnung des zur Herrschaft Meziříčí gehörigen Dorfes Brzesye erfolgte im Jahre 1371, als es Jan d. J. von Meziříčí seiner Frau Kateřina als Aussteuergut zuschreiben ließ. Später gelangte Březejc an andere Besitzer und es kam deshalb zu Fehden mit der Meziříčer Herrschaft. 1447 kaufte Jan d. Ä. von Lomnice das Dorf von Jiří von Krawarn zurück und schloss es wieder an Meziříčí an, wozu Březejc bis 1848 gehörte. Vor 1552 erlosch das östlich gelegene Dorf Chlístov, an seiner Stelle entstand später das Forsthaus Chlostov und die drei Chlostover Teiche.
Nach der Aufhebung der Patrimonialherrschaften bildete Březejc ab 1850 einen Ortsteil der Gemeinde Ruda in der Bezirkshauptmannschaft Groß Meseritsch. 1882 entstand die politische Gemeinde Březejc. Nach der Aufhebung des Okres Velké Meziříčí kam die Gemeinde zu Beginn des Jahres 1961 zum Okres Žďár nad Sázavou. 1980 wurde Březejc nach Velké Meziříčí eingemeindet. Seit 1992 besteht die Gemeinde wieder.

## Ortsgliederung
Für die Gemeinde Březejc sind keine Ortsteile ausgewiesen.

## Sehenswürdigkeiten
- Kapelle Johannes des Täufers mit Glockenturm am Dorfplatz, errichtet zu Beginn des 19. Jahrhunderts
- Marmorkreuz
- Steinkreuz aus dem Jahre 1849